# Central de incendios
Una central de incendios es un dispositivo electrónico encargado de la gestión, mantenimiento y comprobación de diferentes dispositivos que forman parte de un sistema de detección y/o extinción de incendios tales como: detectores analógicos o convencionales, pulsadores, sirenas, dispositivos de extinción y módulos de control. 
Las centrales suelen disponer de un número limitado de lazos (por ejemplo 2 o 4 lazos), de cada lazo puede colgar un número limitado de dispositivos (por ejemplo 255). Estas centrales para un correcto funcionamiento han de ser programadas por un especialista.
Esta programación permite una gran diversidad de actuaciones ante caso de alarma o de fallo, por ejemplo se podría retardar la entrada de las sirenas hasta que una persona comprobase la veracidad del incendio, emitir mensajes sonoros por megafonía, encender los equipos de sobrepresión, etc.